# Оклоп
Оклоп је заштитни омотач који покрива и штити од механичких повреда тело животиње, човека или оклопног возила. Оклоп може бити животињски (природни) или метални (вештачки). На оклопна возила поставља се оклоп како би се заштитила посада оклопног возила. Оклоп се користи још од давних времена када се војска служила штитовима и металним оклопима за заштиту тела од копља, мача и стреле.

## Сврха оклопа
Смисао оклопа је да оклопљени објекат заштити од сила које - у правилу - на њега делују споља. Он треба да пружи заштиту од уништавајућег деловања краткотрајних, интензивних снага. Заштита се врши тако што се објекат или простор који треба да се заштитити обухвати слојем материјала високе чврстоће. То се постиже тако да оклоп (заштитни слој) одоли односно отклони (преусмери) очекивану разорну снагу. При томе, отпорност оклопа треба да одговара величини и врсти снаге која се очекује. Снага оклопа произлази из чврстоће материјала (тврдоћа и структурна стабилност) као и структуре грађе (на пример избочине). Структура грађе значајна је пре свега код деловања сила на велику површину (заштита од гњечења), док је чврстоћа материјала битна код тачкастог деловања силе (муницију).
Разликују се, нарочито у војном подручју, реактивни и пасивни принцип оклопа. Пасивни и реактивни оклопи могу се комбиновати (као на пример код борбених оклопа који су опремљени слојем реактивних оклопних керамичких плочица, и тиме су боље заштићени од муниције).
Оклопи могу да постоје и као самостални објекти, па их објекат коме је потребна заштита користи само према потреби. Познати примери таквих оклопа су штитови војника у историји, шлемови и слично.

## Оклопи у природи
У природи се могу наћи многи примери оклопљених животиња који треба да обезбеде заштиту осетљивом телу животиње од предатора. Често такви „оклопи“ истовремено имају и структурну функцију, као што је егзоскелет код ракова или инсеката.
Најпознатији природни оклопи су код корњача, и најснажнији су од свих животињских оклопа. Мање је позната „оклопљеност“ инсеката. Њихови оклопи изграђени су од склеротина, а захваљујући хитину су савитљиви.